# Magyar Elektra
A Magyar Elektra, Bornemisza Péter magyar nyelvű Electra-átdolgozása (Tragoedia magiar nyelvenn, az Sophocles Electraiabol) 1558-ban jelent meg Bécsben. A Magyar Elektra címet a darabot átdolgozó Móricz Zsigmond adta.

## Értelmezés
Bornemisza a Bécsben élő magyar nemesek kérésére írta meg a drámát, akik elő is kívánták adni azt, azonban kétséges, hogy a kórus megfoghatatlansága miatt ez lehetséges volt-e. A művet olvasásra is szánta szerzője, amit jelez az a bőséges szövegapparátus, amivel a szöveget felélénkítette. A Lukács evangéliumából választott mottó („Iai nectek kik neuettek most, mert megsirtok”), valamint a címlap belső oldalán található két fametszet is bibliai történetet ábrázol (Dávid megpillantatja a fürdőző Bethsabét, Káin testvérgyilkossága). A mellettük olvasható felirat „Ne paraznalkogial” és „Ne öll” egyértelműen jelzik Bornemisza eredeti szándékait, a magyar szöveg egyfajta szerzői értelmezését sugallják. Példázatként értelmezi Elektra történetét, minden keresztény számára azt az üzenetet hordozza, hogy előbb-utóbb minden bűn elnyeri méltó, Isten által kiszabott büntetését. Clitemnestra és Aegistus bűne a paráznaság és a gyilkosság, melyre a fametszetek és a feliratok is utalnak. Bornemiszának ez az Electra-értelmezése egyértelműen Melanchthon hatását mutatja, kinek tanai bécsi tanárán, Georg Tanneren, keresztül jutottak el hozzá. A latin nyelvű kísérőtanulmányban továbbárnyalja a dráma értelmezését. Szophoklész intencióival párhuzamban felmerül a zsarnokölés jogosságának kérdése.

## A fordítás
Borzsák István bebizonyította, hogy Bornemisza nem egy latin nyelvű fordításból, hanem az eredeti görög nyelvű tragédiából készítette el a magyar Electrát. Nem is „igazi” fordítás, inkább átdolgozása a szophoklészi tragédiának, ugyanis Bornemisza jelentősen átformálta a drámát. A pogány elemeket teljes mértékben elhagyta vagy krisztianizálta, számos új jelenettel bővítette a cselekményt. Míg a görög tragédia 1510, addig a magyar nyelvű átdolgozás 2050 sorból áll. A szophoklészi mű kiszámított, fegyelmezett nyelven íródott, míg Bornemisza műve robusztus, kifejező, hangulatos. Bornemisza megkapó expozíciót told be, melyben a XVI. századi keresztény, magyar társadalomra történnek célzások. Parasitus újkomédiából ismerős figuráját is Bornemisza iktatja be a drámába. A magyar átdolgozásban a Mester nevének kivételével latinos nevek szerepelnek (pl. Clytemnestra, Aegistus).

## Átdolgozások

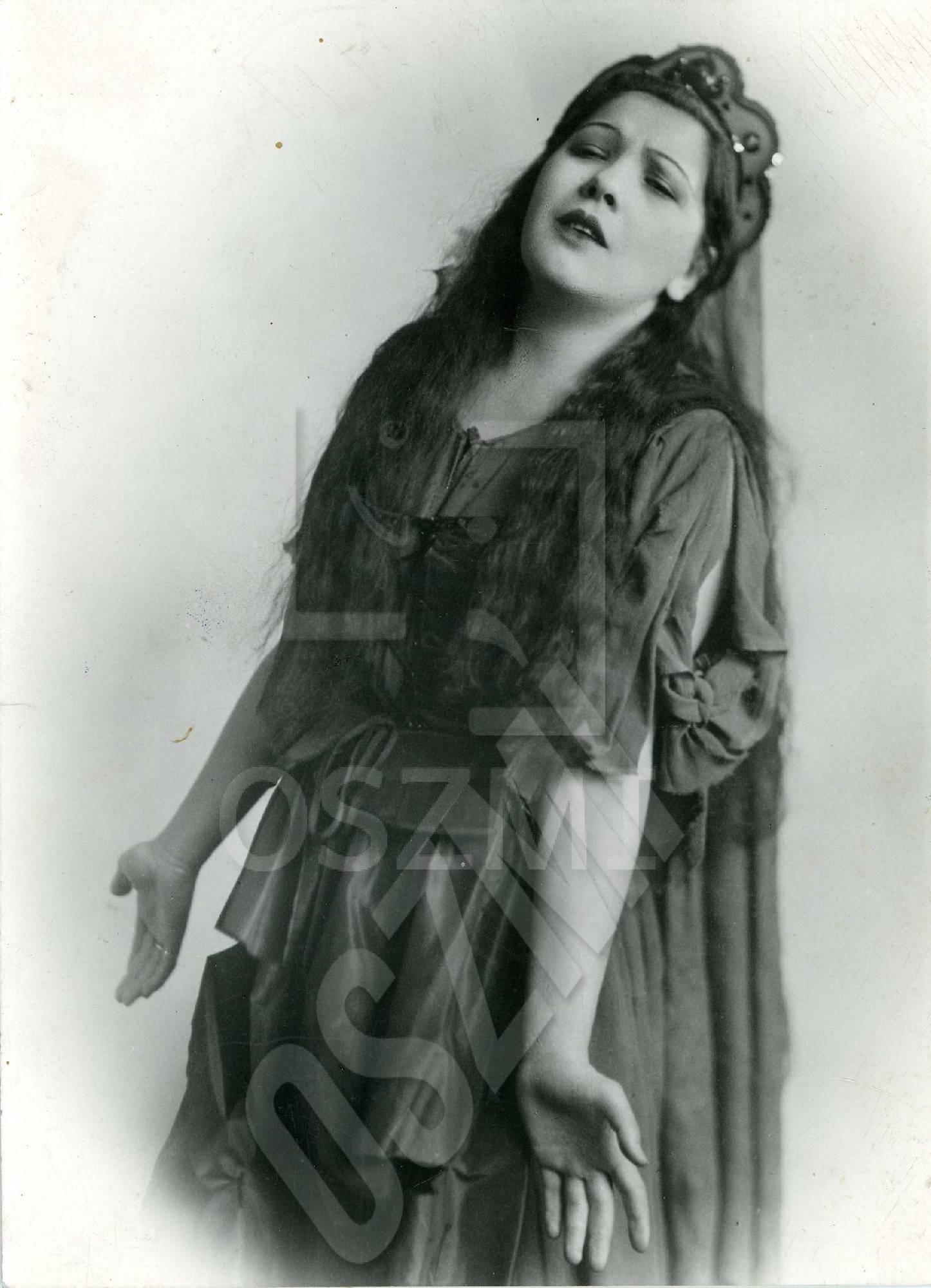
A címszerepben: Tőkés Anna a darab ősbemutatóján

A ma már nehezen érthető nyelvű mű több átiratot is megélt. Móricz Zsigmond 1929-ben írta át, a mű jelenlegi címét is neki köszönhetjük. 2000 után többnyire Háy János vagy Németh Ákos átiratait játszották, és játsszák magyar színpadon.

## Ősbemutató
A darab első magyar előadására 1931-ben került sor a Nemzeti Színházban. Az előadás során Móricz Zsigmond 1929-es átiratát használták. Az előadást eredetileg Hevesi Sándor rendezte volna, ám annak betegsége miatt Horváth Árpád vette át a rendezést, a díszletet Upor Tibor tervezte, a jelmezeket pedig Pauspertl Teréz. A főbb szerepekben: 
- Tőkés Anna (Electra)
- Kiss Ferenc (Aegistus)
- Hettyey Aranka (Clitemnestra)
- Somogyi Erzsi (Chrisothemis)
- Juhász József (Parasitus) .[6][7]